# Пелін Григорій Петрович
Григорій Петрович Пелін (1881, Одеська область — 1919, м. Кам'янське) — більшовицький ватажок у Кам'янському, що був страчений обуреним народом.
Григорій Пелін був водолазом крейсера «Три святителі» Чорноморського флоту Російської імперії. За Першої російської революції був одним з тих, хто відмовився брати участь в розправі над повсталим броненосцем «Потьомкін» у 1905 році.
Григорій Пелін з'явився в Кам'янському й пішов працювати зварником нагрівальних печей у залізопрокатному цеху Дніпровського заводу невдовзі після Першої російської революції. Був майже 2 метрів зросту у матроській формі з незмінним смугастим натільником. За свідченням співпрацівників Григорій Пелін багато пиячив й бив свою жінку.
Під час страйку на заводі в 1915—1916 роках Григорій Пелін висунувся від страйкарів на перемови з адміністрацією заводу. Після Лютневої революції 1917 року більшовик Григорій Пелін стає цеховим старостою, а після Жовтневого перевороту 1917 року — головою заводського комітету. З проголошенням радянської влади у Кам'янському, протягом перших місяців Пелін був одним з організаторів озброєних загонів Червоної гвардії. Він чинив збройний опір німецьким військам і українській державній владі. Він був вимушений втекти з Кам'янського.
Пелін повернувся до Кам'янського разом з загонами Красної армії на нетривалий час. Його було призначено завкомом. З заходу до міста наближалися війська Никифора Григор'єва, що повстали проти більшовиків, Григорій Пелін за наказом більшовицької партії створює червоногвардійський загін й висувається до сучасної станції Запоріжжя-Кам'янське. За одними даними Григорія було поранено у бою, й за іншими, він просто втік. Він наказав своїм подільникам переховуватися й чекати наказу на подальші дії.
Схованкою Пеліна стала глиняна печера біля села Тритузне. Пелін застрелив одного з місцевих хлопців, що зайшли до печери. Сільський священик повідомив про злочин громаду. Люди вчинили самосуд і Пелін був розстріляний. За офіційною версією його було осліплено.
Комуністи-більшовики вирішили зробити з Пеліна героя-мученика, й не приймаючи до уваги, що мешканці Кам'янського цієї людини не поважали, з великою помпою його поховали у міському саду (сучасний Міський парк культури і відпочинку), Ім'ям Григорія Пеліна була перейменована головна вулиця Кам'янського — Гімназійна вулиця. Лише 2016 року завдяки закону про декомунізацію проспект Пеліна було перейменовано на Гімназичний проспект.